# Skip Barber
Pour les articles homonymes, voir Barber.
Pas d'image ? Cliquez ici
John "Skip" Barber III, né le 16 novembre 1936 à Philadelphie (États-Unis), est un ancien pilote automobile américain.

## Carrière

### Les débuts
Au milieu des années 1960, il remporte trois SCCA National Championships et termine troisième du United States Road Racing Championship en 1967. En 1969 et 1970, il remporte le championnat national américain de Formule Ford.

### CanAm
En 1967, Skip Barber s'engage dans le championnat CanAm au volant d'une McLaren M1B Chevrolet et côtoie des pilotes aussi prestigieux que Denny Hulme (champion du monde de F1 en 1967), John Surtees (champion du monde de F1 en 1964), Dan Gurney (vainqueur des 24 Heures du Mans en 1967), Bruce McLaren (vainqueur de 24 Heures du Mans en 1966), Mark Donohue (vainqueur des 500 Miles d'Indianapolis en 1972) ou Jim Hall (créateur de la marque Chaparall). Il participe à trois épreuves sur les six que compte le championnat : Road America (7e), Bridgehampton (9e) et Mosport (15e).

### Formule 1
Il participe au championnat du monde de Formule 1 sur une March 711 mais ne dispute que 5 courses en l'espace de deux ans : le GP des Pays-Bas (non classé), le GP du Canada (abandon sur pression d'huile) et le GP des États-Unis (non classé) en 1971. Le GP du Canada (non classé) et le GP des États-Unis (16e) en 1972. Il fut également engagé lors du GP de Monaco 1971 mais ne réussit pas à se qualifier.

### Skip Barber Racing School

Logo de la Skip Barber Racing School

Après une participation au championnat américain de Formule A en 1972 et quelques courses de GT, Skip Barber fonda la Skip Barber School of High Performance Driving en 1975 avec deux Formule Ford de location. Elle prendra le nom de Skip Barber Racing School en 1976 et les Skip Barber Racing Series, des championnats ouverts aux gentlemen driver de 35 à 65 ans, verront le jour la même année.
Aujourd'hui, le Skip Barber Racing comprend :
- La Skip Barber Racing School, répartie sur plus de 20 circuits à travers les États-Unis ;
- La Skip Barber Driving School, répartie sur cinq circuits (Laguna Seca, Lime Rock Park, Road Atlanta, Road America et Sebring)
- Les Skip Barber Race Series, comprenant six championnats monoplace et monotype, 4 championnats régionaux amateurs, un championnat national pour les pilotes de plus de 40 ans et un championnat national professionnel qui récompense son vainqueur de 100 000 dollars.

Skip Barber est le propriétaire du circuit de Lime Rock Park, dans le Connecticut, qui accueille notamment une manche du championnat ALMS.

## Résultats en championnat du monde de Formule 1
| Saison | Écurie            | Châssis   | Moteur      | Pneus     | GP disputés | Points inscrits | Classement |
| ------ | ----------------- | --------- | ----------- | --------- | ----------- | --------------- | ---------- |
| 1971   | Gene Mason Racing | March 711 | Cosworth V8 | Firestone | 3           | 0               | n.c.       |
| 1972   | Gene Mason Racing | March 711 | Cosworth V8 | Firestone | 2           | 0               | n.c.       |